# Державна інспекція з контролю за використанням та охороною земель
Державна інспекція з контролю за використанням та охороною земель (Держземінспекція) — урядовий орган, який діяв у системі Державного комітету України по земельних ресурсах (2002-2011р). 
На виконання Указу Президента України «Про вдосконалення системи державного управління земельними ресурсами та контролю за їх використанням і охороною» 19 серпня 2002 року N 720/2002 відповідно до постанови Кабінету Міністрів України від 25 грудня 2002 р. N 1958 було створено Державну інспекцію з контролю за використанням і охороною земель. Ліквідована вона була відповідно до постанови Кабінету Міністрів України від 30 вересня 2009 р. № 1064. У червні 2010 року за рішенням Кабінету Міністрів України, відновила свою діяльність, як Державна інспекція з контролю за використанням та охороною земель. Остаточно припинила свою діяльність на підставі постанови Кабінету Міністрів України від 22 листопада 2010 р. N 1068 у лютому 2011 року. Після ліквідації Держземінспекції її повноваження було передано Державній інспекції сільського господарства.

## Основні завдання
Основними завданнями Держземінспекції є:  
- участь у межах своїх повноважень у реалізації державної політики у сфері земельних відносин;
- організація та здійснення державного контролю за використанням та охороною земель;
- узагальнення практики застосування законодавства з питань, що належать до її компетенції, розроблення пропозицій щодо його вдосконалення.

## Повноваження
Держземінспекція відповідно до покладених на неї завдань, серед іншого, організовує і здійснює державний контроль за: 
- дотриманням органами державної влади, органами місцевого самоврядування, юридичними особами, зокрема іноземними, та фізичними особами вимог земельного законодавства;
- дотриманням встановленого порядку набуття і реалізації права на землю, в тому числі на землі водного і лісового фонду;
- використанням земельних ділянок відповідно до цільового призначення;
- дотримання вимог земельного законодавства під час набуття права власності на земельні ділянки за договорами купівлі-продажу, міни, дарування, застави та іншими цивільно-правовими угодами, а також під час їх успадкування, надання у користування, в тому числі в оренду, вилучення (викупу) земельних ділянок;
- веденням державного обліку і реєстрації земель, достовірністю інформації про наявність та використання земель;
- розміщенням, проектуванням, будівництвом та введенням у дію об'єктів, які негативно впливають або можуть вплинути на стан земель;
- здійсненням заходів, передбачених проектами землеустрою, щодо захисту земель від водної й вітрової ерозії, селів, підтоплення, заболочення, засолення, солонцювання, висушування, ущільнення та інших процесів, що призводять до погіршення стану земель, а також щодо недопущення власниками та користувачами земельних ділянок псування земель шляхом їх забруднення хімічними та радіоактивними речовинами й стічними водами, засмічення промисловими, побутовими та іншими відходами, заростання чагарниками, дрібноліссям та бур'янами;
- дотриманням вимог земельного законодавства органами виконавчої влади та органами місцевого самоврядування з питань передачі земель у власність та надання у користування, у тому числі в оренду, зміни цільового призначення, вилучення, викупу, продажу земельних ділянок або прав на них на конкурентних засадах;
- проведенням землеустрою, виконанням заходів, передбачених проектами землеустрою, дотриманням вимог законодавства під час розроблення документації із землеустрою;
- дотриманням строків своєчасного повернення тимчасово зайнятих земельних ділянок та обов'язкового виконання заходів щодо приведення їх у стан, придатний для використання за призначенням;
- виконанням умов зняття, збереження і використання родючого шару ґрунту під час проведення гірничодобувних, геологорозвідувальних, будівельних та інших робіт, пов'язаних з порушенням ґрунтового покриву, своєчасного проведення рекультивації порушених земель в обсягах, передбачених проектом рекультивації земель;
- дотриманням правил, установленого режиму експлуатації протиерозійних, гідротехнічних споруд, збереженням захисних насаджень і межових знаків;дотриманням порядку визначення та відшкодування втрат сільськогосподарського та лісогосподарського виробництва;
- проведенням державної землевпорядної експертизи містобудівної й землевпорядної документації;
- дотриманням органами виконавчої влади та органами місцевого самоврядування строків розгляду заяв чи клопотань юридичних та фізичних осіб щодо набуття і реалізації прав на землю.[6]

## Структура
Держземінспекція має центральний апарат та територіальні органи в Автономній Республіці Крим, областях, містах Києві та Севастополі, які становлять єдину систему органів державного контролю за використанням та охороною земель.

## Керівництво
Держземінспекцію очолює начальник, який призначається на посаду і звільняється з посади Кабінетом Міністрів України за поданням Голови Держкомзему. Начальник Держземінспекції за посадою є головним державним інспектором України з контролю за використанням та охороною земель(від 21.07.2010). Посаду начальника Держземінспекції обіймали:
- Нечипоренко Олександр Миколайович (з грудня 2002 року по вересень 2009 року)[7]
- Бредіхін Олександр Олександрович (з липня 2010 року і до ліквідації)[8]

## Результати діяльності
Держземінспекцією та її територіальними органами у процесі здійснення державного контролю за використанням та охороною земель з 2003 по 2012 рік було виявлено    близько 550 тис. порушень земельного законодавства, а саме: 
| Рік  | Кіл-сть порушень | Рік  | Кіл-сть порушень | Рік  | Кіл-сть порушень |
| ---- | ---------------- | ---- | ---------------- | ---- | ---------------- |
| 2003 | 50324            | 2006 | 66661            | 2009 | 64226            |
| 2004 | 64869            | 2007 | 82034            | 2010 | 45474            |
| 2005 | 80315            | 2008 | 70241            | 2011 | 43191            |

Серед виявлених порушень було встановлено близько 325 тис. фактів самовільного зайняття земельних ділянок. В наслідок порушень земельного законодавства, у період з 2008 по 2012 роки, було нараховано понад 420 млн грн заподіяної шкоди, а саме: 2008 — 164,5 млн грн, 2009 — 111 млн грн, 2010 — 28,3 млн грн, 2011 — 118 млн грн.
Також органами Держземінспекції виявлено порушення земельного законодавства неправомірними рішеннями органів місцевого самоврядування. На підставі матеріалів перевірок, проведених Держземінспекцією було прийнято рішення РНБО та Укази Президента України щодо усунення недоліків та порушень у сфері регулювання земельних відносин, використання та охорони земель. Посадові особи Держземінспекції ініціювали та взяли безпосередню участь у розробленні проектів законів України «Про державний контроль за використанням та охороною земель», «Про внесення змін до деяких законодавчих актів України щодо посилення відповідальності за самовільне зайняття земельної ділянки», «Про внесення змін до деяких законодавчих актів України щодо посилення відповідальності за порушення вимог земельного законодавства», «Про охорону земель» та Постанови Кабінету Міністрів України  «Про затвердження Методики визначення розміру шкоди, заподіяної внаслідок самовільного зайняття земельних ділянок, використання земельних ділянок не за цільовим призначенням, зняття ґрунтового покриву (родючого шару ґрунту) без спеціального дозволу». 